# Kriechen-Pflaume
Die Kriechen-Pflaume (Prunus domestica subsp. insititia), kurz Krieche oder Kriecherl (bairisch-österreichisch), auch Spedling oder Spänling (in Kärnten) und Hafer-Pflaume genannt, ist eine Unterart der Pflaume (Prunus domestica). Einige Autoren sehen sie auch als eigene Art Prunus insititia an. Sie wird in Europa, Westasien, Indien, Nordafrika und Nordamerika kultiviert.

## Merkmale
Die Kriechen-Pflaume ist ein flachwurzelnder Baum oder Strauch. Der recht vielgestaltige Wuchs ähnelt dem der Kirschpflaume. Die Zweige weisen bis zum zweiten Jahr eine samtige Behaarung auf und sind meist dornig. Die Blätter sind stumpf gezähnt und oft behaart. Sie sind zur Blütezeit in der Regel komplett entwickelt. Kelch- und Kronblätter sind mehr oder weniger rundlich. Bei den Kelchblättern ist nur am Rand eine Behaarung vorhanden. Die Kronblätter sind reinweiß. Die Frucht ist 1,5 bis 3 Zentimeter lang, kugelig bis tropfenförmig und blauschwarz, es sind aber auch gelbe und weinrote Formen bekannt, die gelegentlich auch mit der Kirschpflaume verwechselt werden. Ihr Saft ist blutrot. Der Steinkern ist rundlich-eiförmig, symmetrisch, doppelspitzig und kaum gekielt. Seine Dicke entspricht 59 bis 76 % seiner Länge. Seine Oberfläche ist glatt, er haftet am Fruchtfleisch. Die tiefe Rückenfurche hat Kammstriche oder nicht.
Die Chromosomenzahl beträgt 2n = 48.

## Systematik
Die Kriechen-Pflaume wurde 1755 von Carl von Linné als Prunus insititia erstbeschrieben. Gaston Eugène Marie Bonnier und George de Layens stuften sie 1894 als Prunus domestica subsp. insititia als Unterart der Pflaume ein.
Das Epitheton insititia ist lateinisch für ‚aufgepfropft, fremdländisch‘ und grenzt das Taxon von der heimischen Schlehe ab. Mittellateinisch wird die Pflanze cinus oder cinum genannt.
Für die Ostalpen ist eine Varietät Prunus domestica subsp. insititia var. alpina-orientalis Werneck beschrieben, die nahe mit der Schlehe verwandt sein soll.

## Nutzung
Die Kriechen-Pflaume wird vor allem zur Produktion von Samenöl (Speise- und Brennöl) und Baumgummi genutzt, in geringerem Umfange auch zur Herstellung von Schnaps. Daneben findet sie als Unterlage für edle Pflaumensorten und als Heckenpflanze Verwendung.
Da das blaue Kriacherl seit Generationen in der Steiermark als Grundlage zur Herstellung von Pflaumenbrand dient, wurde es in Österreich in das Register der Traditionellen Lebensmittel aufgenommen. Auch im niederösterreichischen Waldviertel erlangte das gelbgrüne Kriecherl Bedeutung.

## Name und Trivialnamen
Der kriachboum ‚Kriechenbaum‘ ist schon althochdeutsch bezeugt. Im Bestimmungswort kriach (vgl. neuhochdeutsche Krieche, Kriechen-Pflaume) scheint das gleiche Wort wie althochdeutsch kriach ‚Grieche‘ vorzuliegen, womit die Bedeutung der Frucht etwa ‚die aus Griechenland Stammende‘ wäre. Allerdings kann auch nur zufälliger Gleichklang vorliegen, weshalb die Wortherkunft als unklar gilt.
Es existieren sehr viele verschiedene, oft regionale Namen für die Kriechen-Pflaume im deutschsprachigen Raum. Es ist mit ein und demselben Wort in verschiedenen Regionen auch nicht immer ausschließlich die Kriechen-Pflaume, sondern zum Teil auch die Kirschpflaume oder die Edel-Pflaume gemeint. Hier eine Auswahl: Eigentliche Krieche, Kreike, Kreeke, Kreke (Niederdeutsch), Kritzschken, Krellen, Kricke, Krete, Kriecherl, Weinkrieche(rle) oder Weinkrüglein, Schwein- oder Saukrieche, Kriacherl, Cypern oder Ziper(le), Zibarte, Ziparte, Zippate, Zibärtle, Zibertle, Zibertl, Ziberl, Zwiferl, Seiberl, Ziberli, Zyberli, Zibäteli, Zibelle, Ziegfarze, Bocks- oder Geißhoden, Maroncken oder Malo(n)cken, Tornigel, Tarrnickel, Ross-, Scheiß-, Wein-, Haber-, Hafer- oder Au(g)stpflaume, Pflaumenschlehe, Aug(u)stkirsche, Fluder, Flüder, Pfluder, Priester, Schlupfen, Schlupfer, Weinling und (besonders für die getrockneten Früchte) Prunellen, Brunellen, Brinellen, Brigniolen, Prünellen oder Brugnolen.

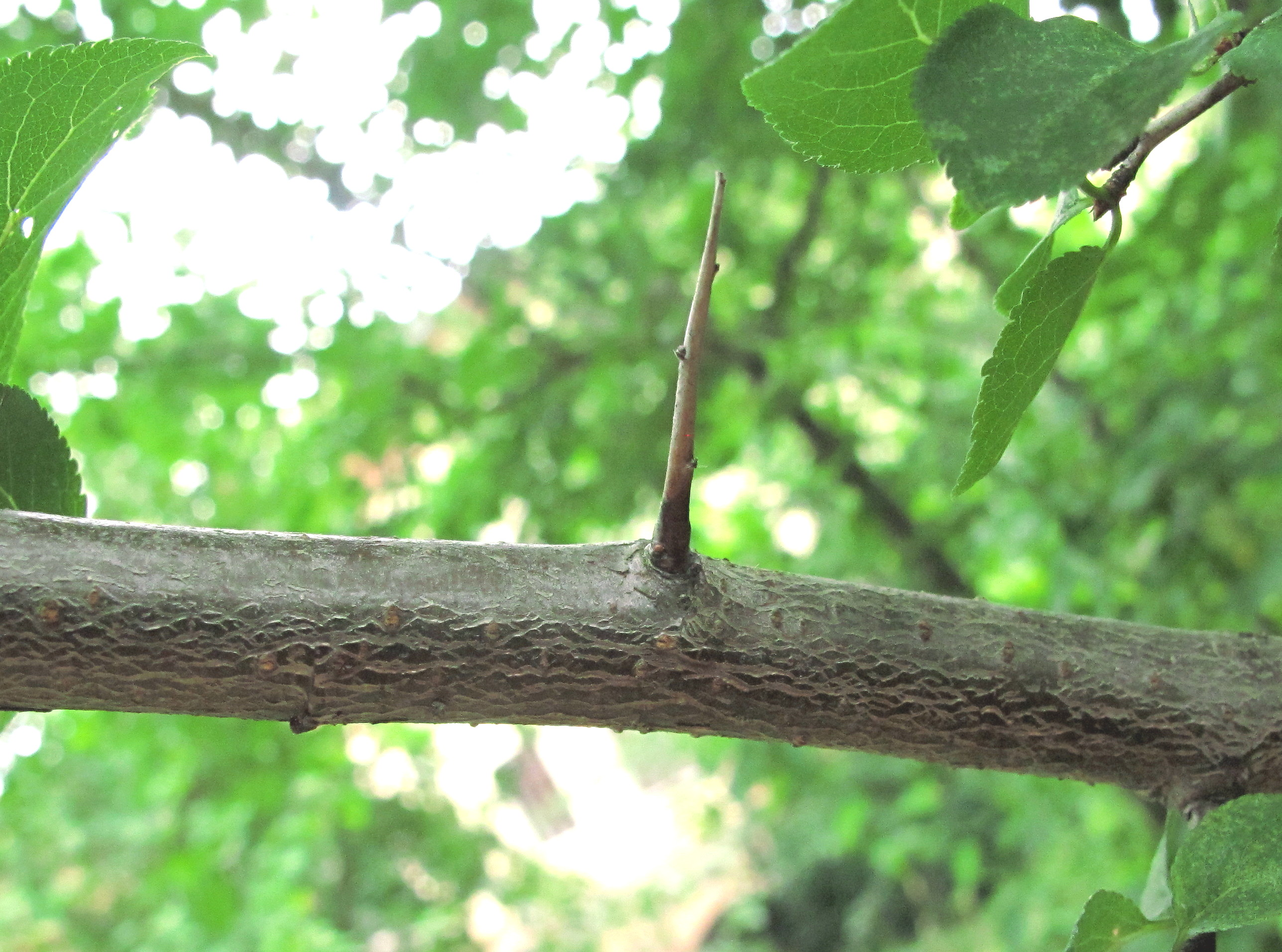
Sprossdorn der Kriechen-Pflaume
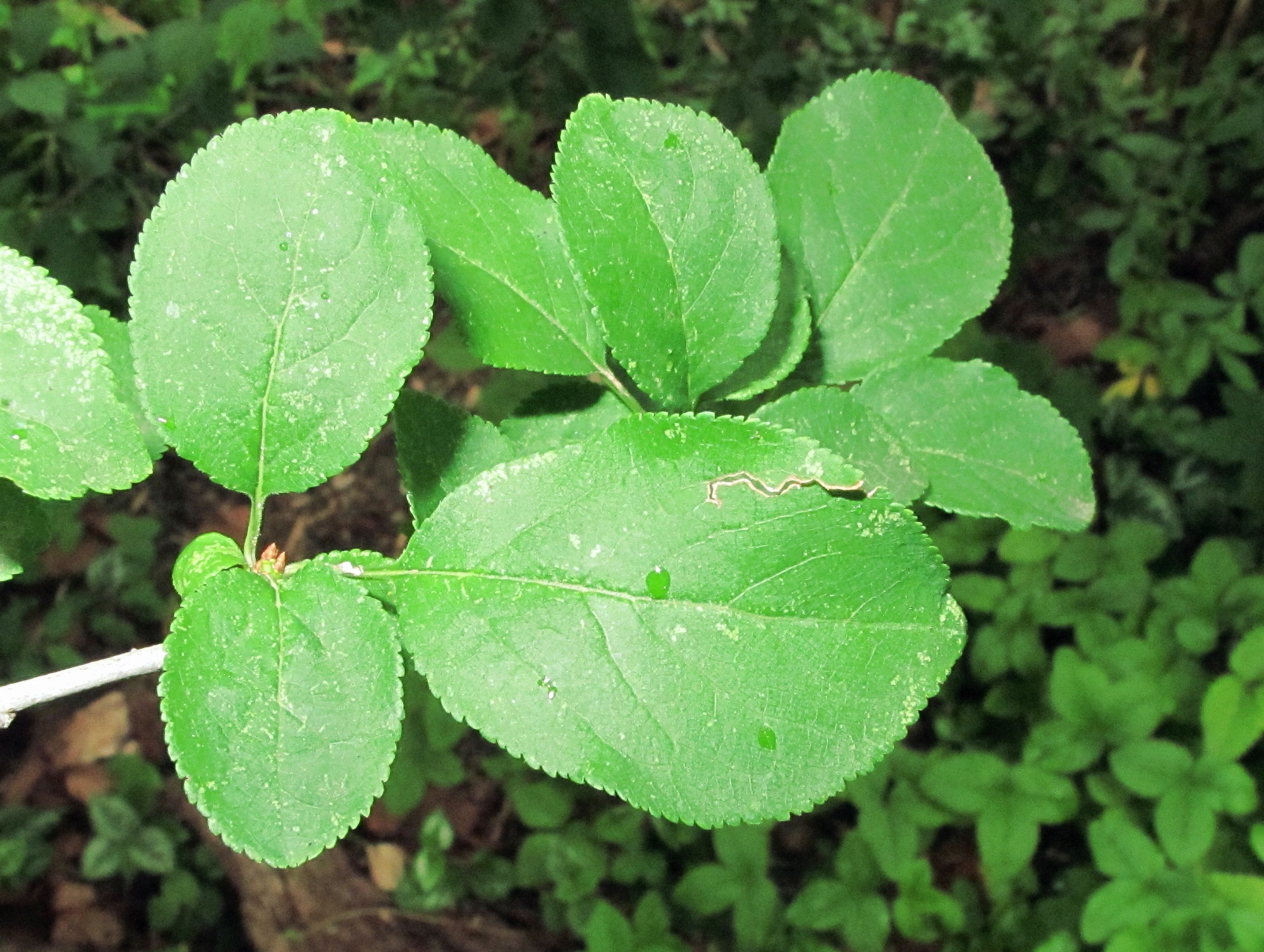
Blatt der Kriechen-Pflaume
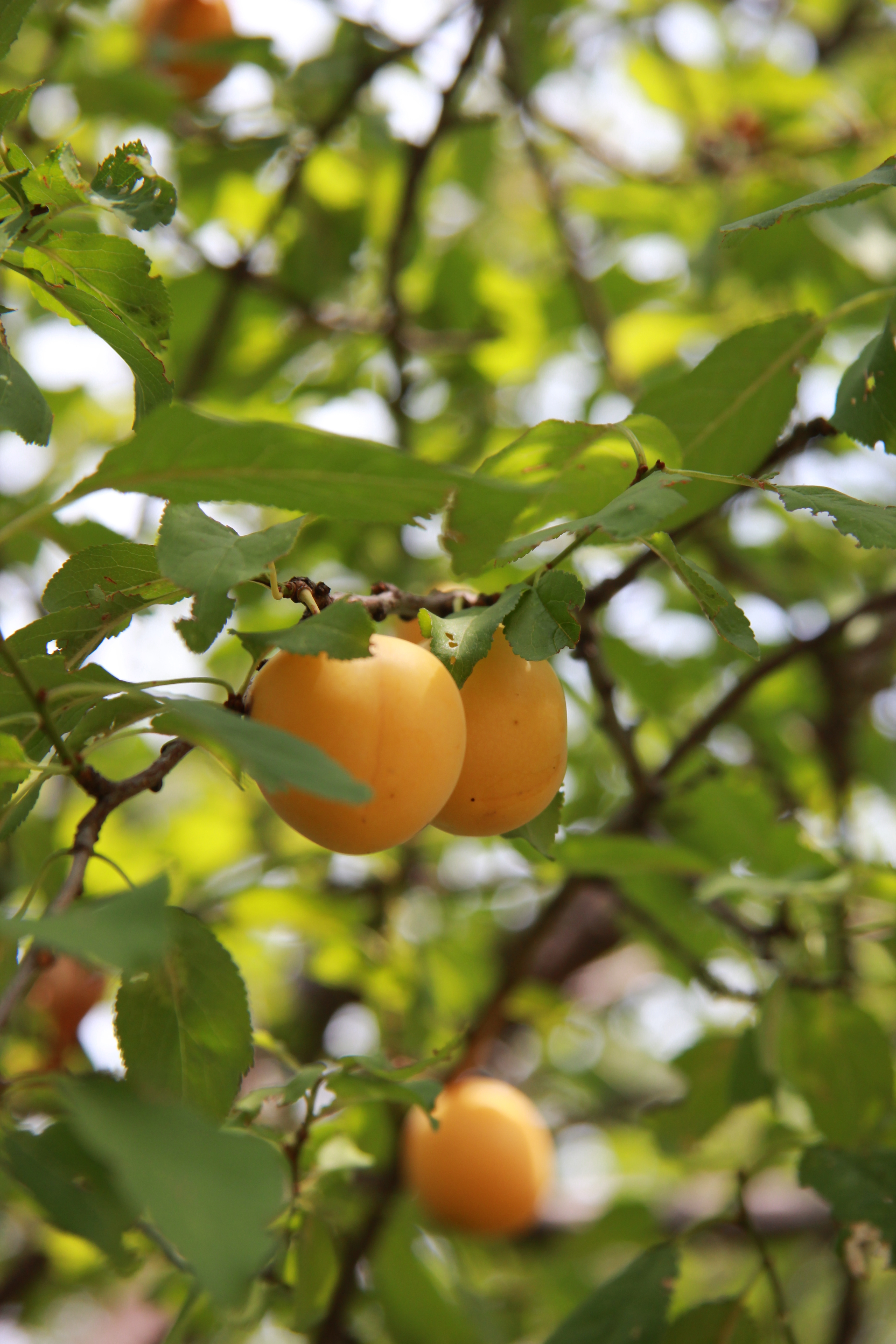
Kriechen-Pflaume mit gelben Früchten aus Ostösterreich
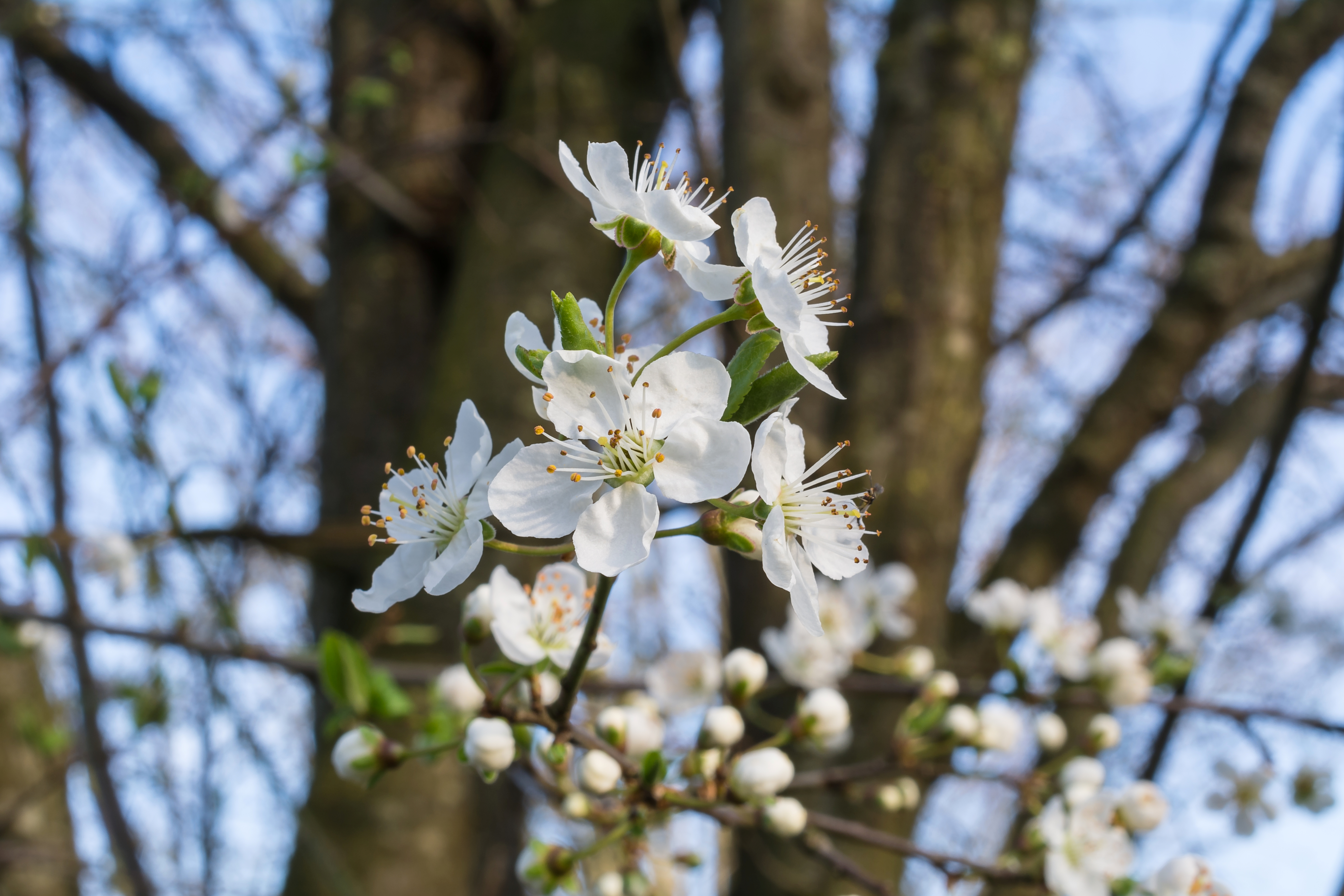
Blütenstand einer blauen Kriechen-Pflaume (Oberösterreich)